# José Carrillo de Albornoz
José Francisco Carrillo de Albornoz y Montiel Esquivel y Guzmán (Sevilla, Reino de Sevilla, Corona de Castilla, Monarquía Hispánica, 8 de octubre de 1671-Madrid, España, 26 de junio de 1747), I duque de Montemar con Grandeza de España y III conde de Montemar, fue un destacado militar español que llegó a desempeñar el cargo de virrey de Sicilia. Se le considera uno de los mayores estrategas y comandantes de caballería de su época.

## Biografía
Hijo de Francisco Carrillo de Albornoz Esquivel y Guzmán (Sevilla, 18 de junio de 1639), II conde de Montemar, coronel de guardias, director general de la caballería de España, general del Ejército de Orán, caballero de la Orden de Santiago, y de su primera mujer, Leonor de Montiel y Segura, hija de Federico de Montiel y de Isabel de Segura.
Fue comendador de Moratalla en la Orden de Santiago y segundo coronel del Regimiento de Caballería de Montesa desde 1706 (21 de agosto), ascendido a brigadier al año siguiente (7 de septiembre); en ese mismo año de 1707 sucedió en el condado de Montemar y en 1710 participó con el cargo de mariscal en la batalla de Villaviciosa, en el marco de la Guerra de Sucesión Española, peleando en el bando felipista.
Ocupó en dos ocasiones la Capitanía General de Cataluña entre 1722 y 1725, siendo sustituido en el cargo por Guillermo de Melun, marqués de Risbourg (1725-1735), pero ocupándolo interinamente en 1726 por deseo del rey. En ese mismo año fue nombrado Capitán General de la Costa de Granada.
El 4 de abril de 1731 fue nombrado capitán general de los Reales Ejércitos, y también sirvió como coronel de las Reales Guardias de Infantería Española, así como director general de la Caballería de España desde 1732.

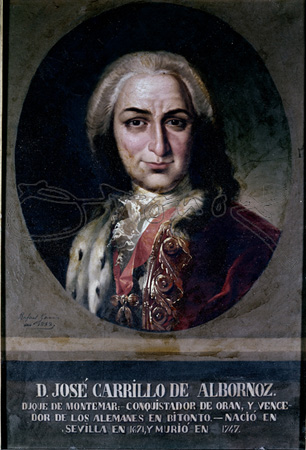
José Carrillo de Albornoz.

### Orán (1732)
Se le confía el mando de la expedición contra la costa de África, en concreto tomar Orán en 1732. Un ejército entre 27 y 28 000 hombres con ellos 23 generales, 19 brigadieres, clero castrense, juristas, médicos, cirujanos y practicantes, 123 jefes y oficiales (entre ellos la plana mayor de artillería e ingenieros) y más de 30 títulos del reino. Tal contingente causaba asombro por la multitud de banderas juntas cubriendo el Mediterráneo. Su escuadra salió de Alicante, siendo el comandante supremo de la flota el veterano oficial de la Armada, Francisco Javier Cornejo, con un transporte de 600 velas y división de galeras, con 110 cañones y 60 morteros. Después de una diversión se desembarca en las proximidades de Orán con 500 lanchas cargadas de granaderos que fueron hostigados por 2000 jinetes moros. Una vez desembarcados todos los hombres comenzaron a tomar posiciones, como la de Monte Santo, lo que atemorizó a los defensores de Orán, que la abandonaron, y así fue tomada por los españoles con sus 5 fortines, 138 cañones y 7 morteros y abundante munición intactos. En el puerto (Mazalquivir) se capturaron una goleta y 5 bergantines corsarios. Una vez tomada y asegurada la plaza, se dejó con 8000 infantes y un regimiento de caballería. La reacción de los moros no se hizo de esperar, y atacaron en Orán el castillo de San Andrés.
En 1732 fue nombrado caballero de la Orden del Toisón de Oro.

### Italia (1733-1734)
Participó en la batalla de Bitonto (25 de mayo de 1734), donde arrebató a los austriacos los reinos de Nápoles y Sicilia, que habían pertenecido a la Corona de España hasta 1707 y 1714, en provecho de los Borbones. En agradecimiento a los servicios prestados en esta batalla, Felipe V elevó en 1735 el condado de Montemar a ducado, añadiéndole la Grandeza de España, por real dédula de 20 de mayo de dicho año.
Posteriormente sirvió como secretario del Despacho de Guerra desde 1737 a 1741.

### Italia (1741-1742)
A punto de estallar la Guerra de Sucesión Austriaca, se le dio el mando sobre el ejército en Barcelona. Aunque Montemar había trazado un cuidadoso plan de campaña, desde instancias superiores se le dio otro distinto que no aprobó, y con el que se negó a entrar en acción. Además, amenazado Nápoles, y con su ejército y él mismo aquejados de enfermedad, juzgó mejor retirarse al reino para hacerse fuerte en él y defenderlo. Por estas acciones, Felipe V le relevó del cargo en agosto de 1742 y le sustituyó por Jean Thierry du Mont, conde de Gages.
Falleció en Madrid el 26 de junio de 1747.

## Escritos
- Carrillo de Albornoz, Duque de Montemar, José (1742). Expossicion de las causas, que concurrieron, à que las Armas del Rey en Lombardia, en el año de 1742. hasta 8. de Septiembre del mismo, no hiciessen los progressos que se esperaban.

## Matrimonio y descendencia
Contrajo matrimonio el 7 de mayo de 1700 con Isabel Francisca de Antich y Antich (Barcelona, 1680), hija de Francisco de Antich y Calvo, señor de Mongay y de Lloréns, y de Tecla Antich. Tuvieron por hija a:
- María Magdalena Carrillo de Albornoz y Antich (El Viso del Alcor, 1707[6]-1790), II duquesa de Montemar, grande de España (1747), que casó en La Puebla de Cazalla (Sevilla) el 31 de agosto de 1729 con José Lorenzo Dávila y Tello de Guzmán (Sevilla, 1710-1790), III conde de Valhermoso, teniente general de los Reales Ejércitos, mariscal general de logis de la caballería de Italia y comandante e inspector de la Real Brigada de Carabineros, hijo de Lorenzo Dávila y Rodríguez de Medina, I conde de Valhermoso, y de Ana Laurencia Tello de Guzmán.[7]

Tuvieron dos hijas:
- María Josefa Dávila y Carrillo de Albornoz, III duquesa de Montemar y IV condesa de Valhermoso.
- María Francisca Dávila y Carrillo de Albornoz, I y única (vitalicio) condesa de Truillas.